# Heizmannia covelli
Heizmannia covelli är en tvåvingeart som beskrevs av Philip James Barraud 1929. Heizmannia covelli ingår i släktet Heizmannia och familjen stickmyggor. Inga underarter finns listade i Catalogue of Life.